# Okinavai guvat

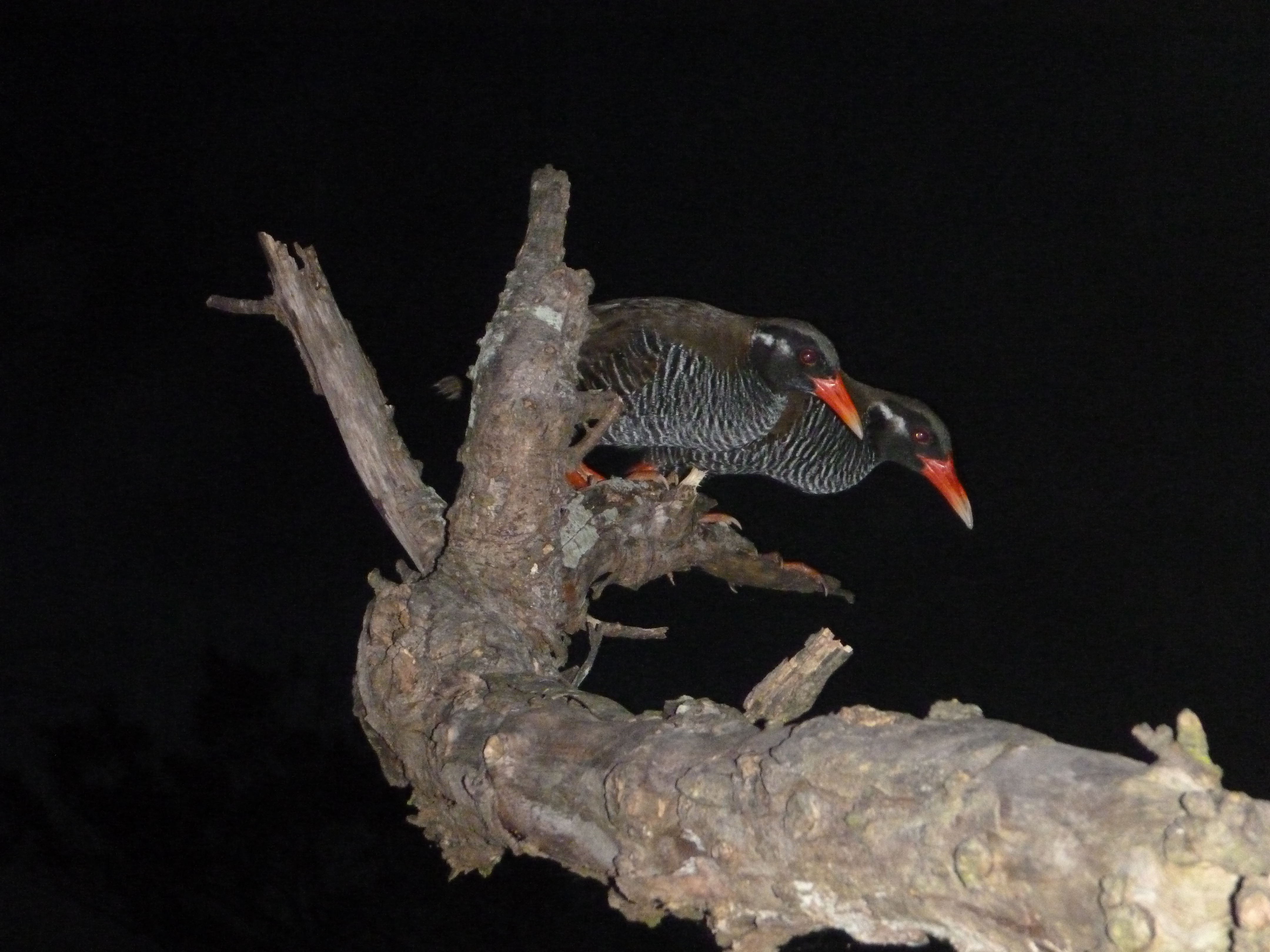
Éjszakázni felszállnak a guvatok a fákra

Az okinavai guvat (Gallirallus okinawae) a madarak osztályának darualakúak (Gruiformes) rendjébe, a guvatfélék (Rallidae) családjába tartozó faj.
A faj majdnem teljesen röpképtelen és „veszélyeztetett” a szigetotthonában meghonosított emlősragadozók (főleg a mongúz) és az erdőirtások miatt.

## Felfedezése, rendszertani helye
A calayai guvat (Gallirallus calayanensis) 2004-es felfedezését megelőzően ez a faj volt a Gallirallus nem legutolsóként felfedezett faja. Csak 1978-ban találtak rá Okinava szigetén, mely a Japánhoz tartozó Rjúkjú-szigetek legnagyobb tagja.
Az Okinaván élők már korábban is többször beszámoltak egy általuk „agacsi kumirá”-nak nevezett madárról. 1973-tól kezdődően kutatásokat folytattak a faj után, de csak 1978-ban sikerült elfogni egy egyedet.
A fajt tudományosan  Jamasina Josimaro and Mano T. japán kutatók írták le 1981-ben és a Rallus nembe sorolták Rallus okinawae néven.
Későbbi vizsgálatok megerősítették hogy az Ausztrálázsiában és Óceániában széles körben elterjedt Gallirallus fajokkal áll közelebbi rokonságban, így átsorolták oda.
A nemből elsősorban a Pápua Új-Guinea államhoz tartozó Új-Britannia szigetén endemikus új-britanniai guvattal (Gallirallus insignis) és az Indonézia és a Fülöp-szigetek esőerdeiben élő szakállas guvattal (Gallirallus torquatus) áll közelebbi rokonságban. Mivel ezeket a fajokat korábban a Habropteryx nembe sorolták (néhány szerző szerint, ma is oda tartoznak) elfogadott szinomim neve a fajnak a Habropteryx okinawae is. 
A 2004-ben felfedezett calayai guvat (Gallirallus calayanensis) szintén közeli rokon faja.

## Elterjedése
A faj kizárólagosan a Japánhoz tartozó Rjúkjú-szigetek legnagyobb tagján, Okinava szigetén él. Ott is csak a sziget északi felén, egy nagyjából 260 km²-es területen fordul elő.
Elsősorban a szigeten található örökzöld erdők aljnövényzetében él, de előfordul mocsarakban, nedves réteken és víz közelben levő szántóföldeken is. A tengerszinten levő erdőktől kezdődően egészen a legmagasabb hegyi erdőkig előfordul minden magasságban.

## Megjelenése
Testhossza 30 centiméter, szárnyfesztávolsága 50 centiméter, súlya 433–435 gramm. Majdnem teljesen röpképtelen faj, szárnyai erősen visszafejlődtek. Farka is igen rövid. Jellegzetes bélyege erős, vörös csőre és hosszú vörös lábai. 
Torka és feje fekete, melyen széles, fehér csíkok húzódnak hátrafelé, mindkét vörös szemének hátsó csücskétől a nyakáig. Feje teteje kékesszürke tollakból áll. Testének felső része olajbarna, míg alsó fele sötétkék, melyen fehér csíkok húzódnak.
Eléggé zajos madár. A csapattagok hangos, trombitálásra emlékeztető hanggal tartják egymással a kapcsolatot.

## Életmódja
A szigeti elszigeteltség és a ragadozók hiánya miatt, majdnem röpképtelen. Erős lábain viszont gyorsan tud futni. Idejének java részét a talajszinten tölti, de veszély esetén illetve éjszakákra felmászik a fákra. Feljutása inkább nevezhető mászásnak, mivel gyatra szárnyaival csak rásegít, elsősorban erős lábait használja.
Elsősorban állati eredetű táplálékokkal táplálkozik, rovarokkal, békákkal, gyíkokkal és kisebb kígyókkal. Főleg az erdő aljnövényzetéről és talajáról gyűjti be táplálékát, de olykor a vizek felszínéről is begyűjti, ami ehető számára. 

## Szaporodása
A faj monogám és úgy tűnik egy életre áll párba. Fészkét a talajra építi, fenyőtűkből és fűből. Szaporodási időszaka május és július között van. Fészekaljanként 2-4 ovális, vörössel vagy rózsaszínnel mintázott fehér tojást rak. A kikelő csibék feketék, lábuk sárgás, csőrük fehér.
A felnőtt madaraknál alig akad természetes ellenségük, de a tojásokra és a fiatal csibékre veszélyes lehet, egy endemikus mérges kígyó faj az okinawa habu (Trimeresurus flavoviridis).

## Természetvédelmi helyzete

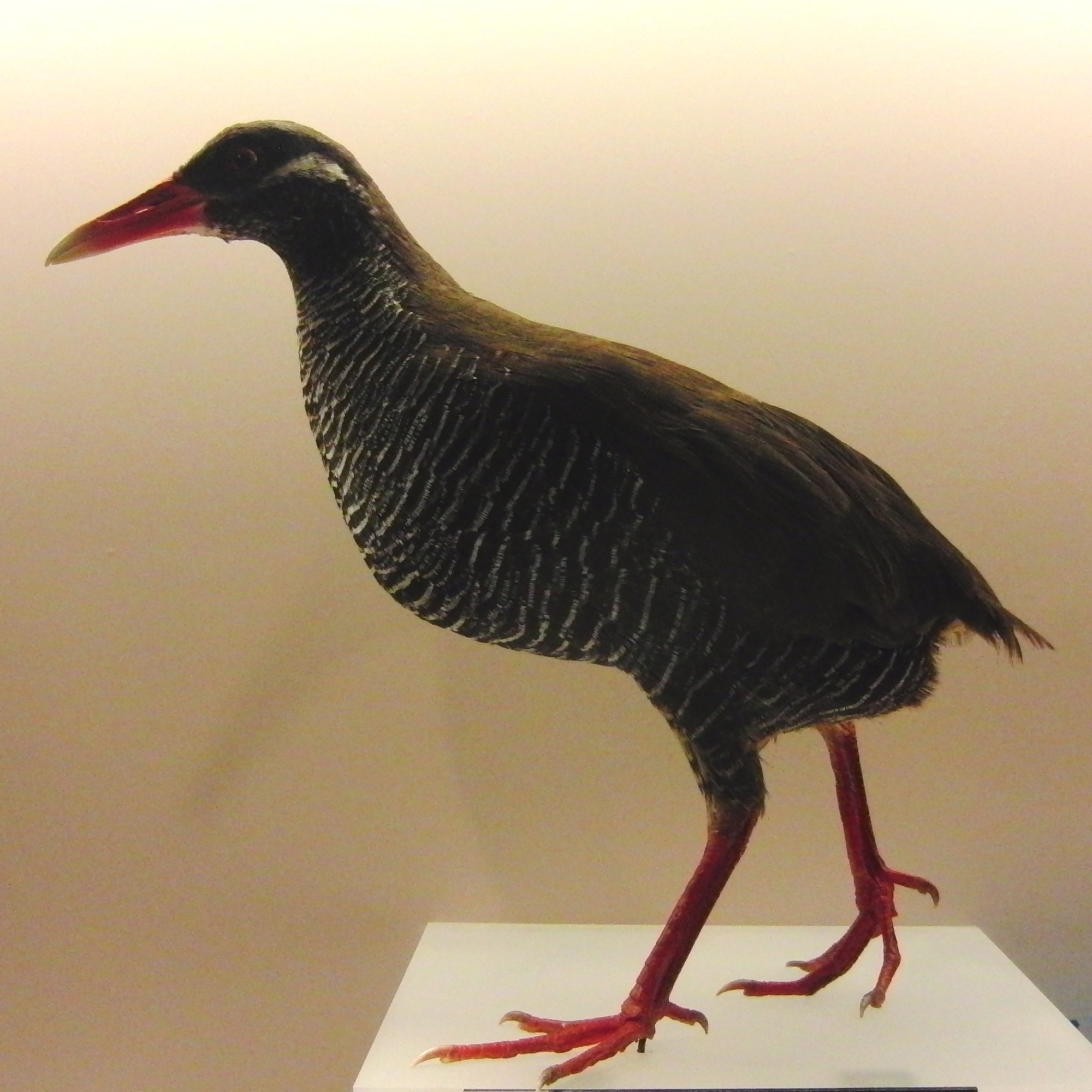
Kitömött múzeumi példány

Viszonylag kis elterjedési területe és a betelepített ragadozók miatt állománya nagyon megritkult. Összpopulációját 1986-ban még 1800 egyedre becsülték. 1996 és 2004 között azonban állományai nagyon megritkultak, az eredeti élőhelyek 40%-ára szorult vissza és az egyedek száma nem haladta meg a 720-at.
A megritkulások fő okai az erdőirtás, a meghonosított emlős ragadozók (kutyák, macskák és jávai mongúzok). Ezeken felül elég sok madár végezte az autóutakon is.
Mindezek alapján a fajt a Természetvédelmi Világszövetség a „veszélyeztetett” kategóriába sorolja Vörös Listáján
A faj hivatalosan védett Japánban. A sziget északi részén található Jambaru, a faj fő előfordulási helye 1996-ban nemzeti parki státuszt kapott. Itt folyamatosan ritkítják a betelepített ragadozókat és jelentősen korlátozzák a gépkocsiforgalmat, hogy elejét vegyék a madarak elgázolásának. Egy fogságban való tenyésztési programot is terveznek a közeljövőben.

## Fordítás
- Ez a szócikk részben vagy egészben  az   Okinawa Rail című angol Wikipédia-szócikk ezen változatának fordításán alapul.  Az eredeti cikk szerkesztőit annak laptörténete sorolja fel. Ez a jelzés csupán a megfogalmazás eredetét és a szerzői jogokat jelzi, nem szolgál a cikkben szereplő információk forrásmegjelöléseként.